# Svullo grisar vidare
Svullo grisar vidare är en svensk komedifilm från 1990, utformad som en videodagbok. Svullo driver hejdlöst med folk under sin resa mellan Stockholm och Malmö via Mjölby och Lund.

### Webbkällor
- ”Svullo grisar vidare”. Moviemix. http://www.moviemix.nu/index.php?option=com_content&view=article&catid=37:film&id=4095&Itemid=131. Läst 19 november 2012.